# Gul ensian
Gul ensian (Gentiana lutea) er en kraftigt voksende staude med store, grundstillede blade og gule blomster. Den dyrkes som stenbedsplante, og roden bliver udnyttet til fremstilling af et alkoholisk udtræk, "ensiansnaps". Arten vokser meget langsomt, og den blomstrer tidligst efter 10 år. Til gengæld kan den enkelte plante blive op til 50 år gammel.

## Beskrivelse
Gul ensian er en flerårig, urteagtig plante med grundstillede blade og en kraftig, opret stængel. Alle overjordiske dele er beklædt med et skinnende hårlag. De grundstillede blade sidder modsat, og de er kortstilkede og hele med hel rand. Stængelbladene er ligeledes modsat stillede, men ustilkede. Alle blade har 5-7 buede nerver. Oversiden er lyst blågrøn, mens undersiden er en smule lysere. 
Blomstringen foregår i juni-august, hvor man finder blomsterne siddende i bladhjørnerne op langs stænglen. De er langstilkede, regelmæssige og 5-tallige med gule kronblade og bleggule bægerblade. Frugterne er kapsler med ca. 100 frø.
Rodsystemet består af en kraftig (armtyk), lodret jordstængel, en meget dybtgående pælerod og ret få siderødder. 
Højde x bredde og årlig tilvækst: 1,00 x 0,40 m (100 x 40 cm/år). Målene kan bruges til beregning af planteafstande i fx haver.

## Hjemsted
Gul ensian har hjemme i Alperne og i de andre bjerge i Mellem- og Sydeuropa. Arten foretrækker lysåbne voksesteder, hvor jorden er fugtig med rigelig adgang til kalk, og derfor finder man den på sætere, i skovlysninger og på unge stenskred eller tilsvarende steder, hvor anden vegetation er hæmmet. 
På tidligere græsgange i Kraški rob ved landsbyen Osp i det sydvestlige Slovenien, hvor bjergene er omdannet til karst, findes lysåbene egeskove, som egentlig er tidligere bøgeskove. Her vokser arten i plantesamfundet Carici-Centaureetum rupestris (karst-enge) sammen med bl.a. Brachypodion distachion (en art af stilkaks), Crocus reticulatus, fransk hør, Gagea pusilla (en art af guldstjerne), flere arter af gedeøje, hvid affodil, hvid potentil, høstskilla, håret flitteraks, kantet konval, karnisk lilje, Laserpitium siler (en art af foldfrø), pilebladet tusindstråle og Senecio doronicum (en art af brandbæger)

## Anvendelse
Arten bliver brugt i form af findelte og tørrede, underjordiske dele ("Gentianae radix"). De indeholder sukkerstoffer og bitterstoffer (gentiin og gentiamarin), som egentlig er dannet for at undgå dyrenes biden. Et udtræk smager stadig bittert i en fortynding på 1:200.000! I naturmedicin bruges udtrækket som appetitvækker, men oftest bliver det dog brugt som mavebitter, aperitif eller snaps.
| Portal | Portal:Botanik |

## Note
1. ↑  Society for Natural History in Slovenia: Grasslands of Slovenia Arkiveret 21. september 2005 hos  Wayback Machine – oversigt over vegetationstyperne på (engelsk)
2. ↑  A Modern Herbal: Gentians - gennemgang af plantens brugbarhed i naturmedicin på (engelsk)